# William Christopher
William Christopher (Evaston, Illinois, 20 d'octubre de 1932  –  31 de desembre de 2016) va ser un actor i còmic nord-americà, més conegut per interpretar al soldat Lester Hummel a Gomer Pyle, USMC de 1965 a 1968 i pare John Mulcahy a la sèrie de televisió M*A*S* H de 1972 a 1983 i la seva sèrie derivada AfterMASH de 1983 a 1985.

## Primers anys de vida
Christopher va néixer a Evanston, Illinois en una família que es creu que era descendent de Paul Revere. Va passar la seva joventut a diversos suburbis del nord de Chicago, inclòs Winnetka, Illinois, on va assistir a New Trier High School. Christopher es va graduar a la Universitat Wesleyan de Middletown, Connecticut amb una llicenciatura en teatre, centrada en la literatura grega. Mentre estava a la universitat, va participar en l'esgrima, el futbol i el club Glee, i es va iniciar com a membre de la fraternitat Sigma Chi.

## Carrera

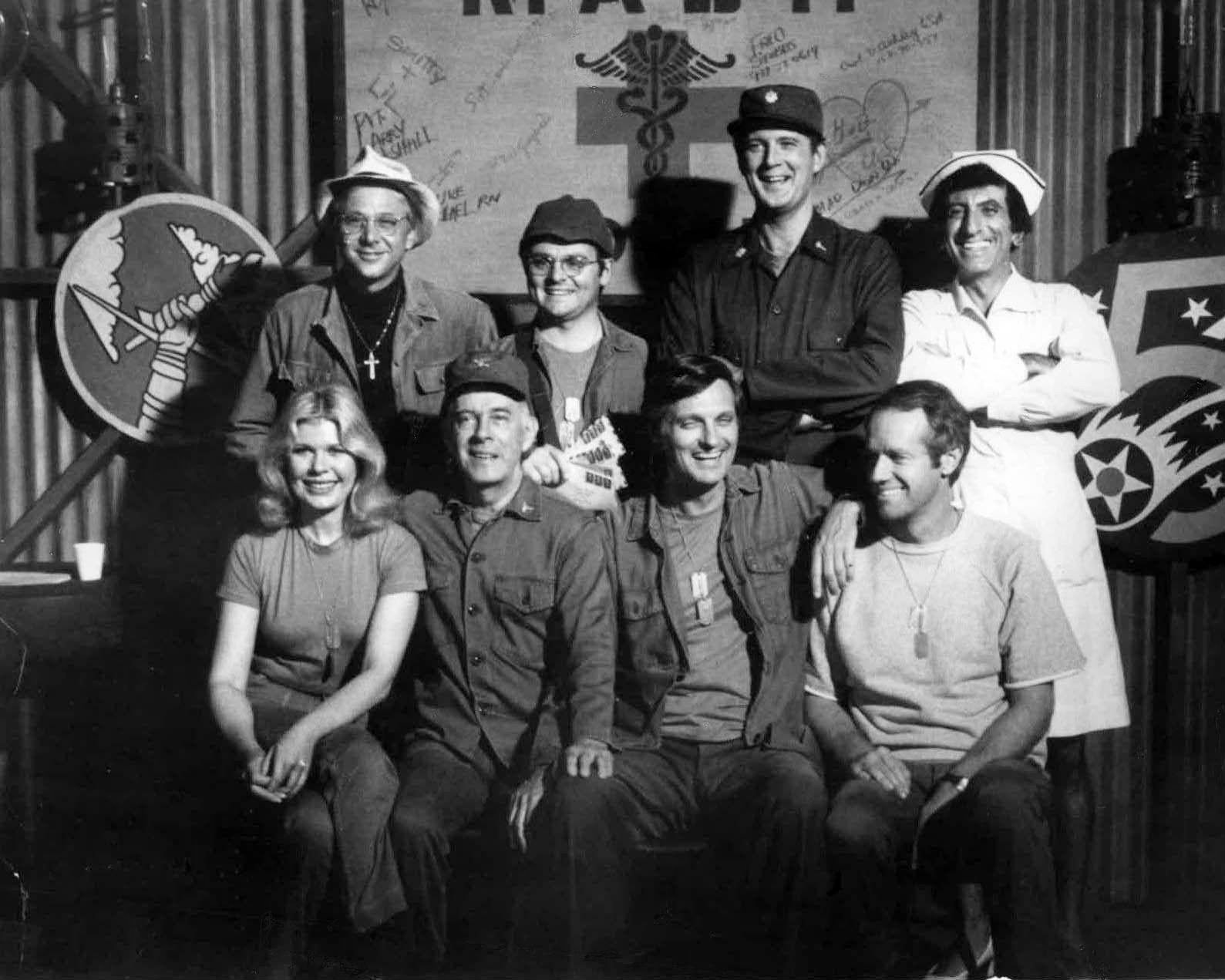
Repartiment de M*A*S*H (1977). Fila posterior, d'esquerra a dreta: William Christopher, Gary Burghoff, David Ogden Stiers i Jamie Farr. Primera fila, E–D: Loretta Swit, Harry Morgan, Alan Alda, Mike Farrell

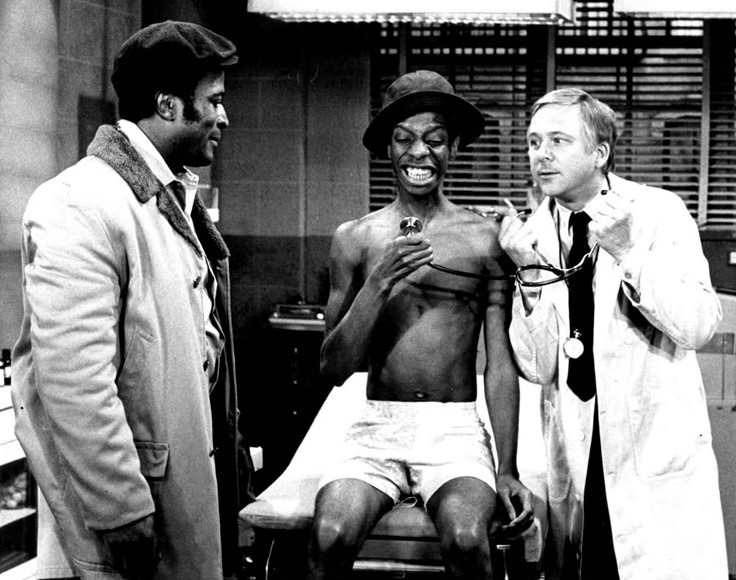
Christopher (dreta) com a metge de l'exèrcit en un episodi de Good Times. John Amos i Jimmie Walker també apareixen a la foto.

Christopher es va traslladar a Nova York i va aparèixer en diverses produccions regionals i més tard en diverses produccions off-Broadway com The Hostage a One Sheridan Square. El seu debut a Broadway va arribar a Beyond the Fringe, una revista britànica, actuant al costat de Peter Cook i Dudley Moore.
Christopher va deixar la ciutat de Nova York per anar a Hollywood per intentar guanyar feina a la televisió on va protagonitzar diverses sèries conegudes, com ara The Andy Griffith Show, Death Valley Days, The Patty Duke Show i The Men from Shiloh. Va fer diverses aparicions (cada cop com un personatge diferent) a Hogan's Heroes, i va tenir papers recurrents a Gomer Pyle, USMC i That Girl. Christopher va ser estudiant al famós taller d'improvisació de Harvey Lembeck a Los Angeles a principis dels anys setanta durant els quals va interpretar esquetxs d'improvisació (amb altres dues intèrprets, Carole White i Shelia Bartold, totes dues també estudiants de Lembeck) durant un episodi de The Carol Burnett Show del gener de 1972. Tot i que l'aparició no es va acreditar oficialment, Burnett el va presentar com Bill Christopher.
El 1972, Christopher va guanyar el paper de pare John Mulcahy a la sèrie de televisió M*A*S*H quan l'actor que havia estat escollit primer per al paper, George Morgan, va ser substituït després d'una sola aparició a l'episodi pilot. Immediatament després de M*A*S*H, Christopher va continuar el paper durant les dues temporades del spin-off de curta durada AfterMASH.
En llargmetratges, Christopher va actuar a Un cop de sort, Cervesa per a tots, The Shakiest Gun in the West, With Six You Get Eggroll, i Hearts of the West. Va tenir papers en telefilms com The Movie Maker, The Perils of Pauline i For the Love of It. La comèdia With Six You Get Eggroll destaca per als fans de M*A*S*H perquè Jamie Farr i Christopher hi apareixen junts, tots dos interpretant hippies, cinc anys abans que coprotagonitzessin la sèrie.
Després de cridar l'atenció per M*A*S*H, Christopher va aparèixer en diverses altres sèries de televisió, com Good Times (com el metge militar que examinava J.J. Evans) i S'ha escrit un crim, i va fer diverses aparicions com a convidat a The Love Boat. El 1998, va actuar com a protagonista convidat com a sacerdot en un episodi de Boig per tu. També es va mantenir actiu al teatre, incloent una gira pels Estats Units a mitjans dels anys noranta amb Farr, interpretant L'estranya parella de Neil Simon a l'escenari. El 2008-2009, va fer una gira amb Church Basement Ladies. Un dels últims papers de Christopher va ser el d'un sacerdot (el pare Tobias) al drama diürn Days of Our Lives.

## Treball de caritat
Christopher, el fill del qual Ned té autisme, va dedicar gran part del seu temps lliure a la National Autistic Society, fent anuncis de servei públic per cridar l'atenció sobre l'autisme. El 1985, ell i la seva dona Barbara van escriure Mixed Blessings, un llibre sobre les seves experiències en la criança de Ned.

## Vida personal
Christopher va conèixer la seva futura esposa Barbara en una cita a cegues. Es van casar el 1957 i la parella va adoptar dos fills, John i Ned. Els dos van aparèixer junts a l'episodi de la temporada 4 de M*A*S*H "Dear Mildred", on van cantar la cançó "All Dressed Up and No Place to Go" en un duet.

## Mort
Christopher va morir a la seva casa de Pasadena, Califòrnia, el 31 de desembre de 2016. Segons el seu fill John Christopher, l'actor de 84 anys va morir com a conseqüència d'un carcinoma de cèl·lules petites (càncer de pulmó).
Havia estat diagnosticat de càncer uns 18 mesos abans, segons el seu agent amb seu a Nova York Robert Malcolm. La seva mort va arribar exactament un any després de la del coprotagonista de M*A*S*H Wayne Rogers.

## Filmografia parcial
- 1965: 12 O'Clock High (sèrie de televisió, episodi: "Then Came the Mighty Hunter") com a pacient
- 1965: Hank (sèrie de televisió, episodi: "Candidate") com Elwood
- 1965: The Andy Griffith Show (sèrie de televisió, 2 episodis) com el Sr. Heathcote, IRS
- 1965–1968: Gomer Pyle, USMC (sèrie de televisió) com a personatge recurrent soldat Lester Hummel
- 1965: Hogan's Heroes (sèrie de televisió, 4 episodis) com a múltiples personatges el 1965, 1966 i 1968
- 1966: The Patty Duke Show (sèrie de televisió, episodi: "Three Little Kittens") acreditat com a Man (home)
- 1966: Un cop de sort (The Fortune Cookie) com a intern
- 1967: Els perills de Pauline com a doctor (sense acreditar)
- 1967: The Andy Griffith Show (sèrie de televisió, 1 episodi) Thomas Peterson, MD
- 1968: Cervesa per a tots (The Private Navy of Sgt. O'Farrell) com a soldat Jake Schultz
- 1968: The Shakiest Gun in the West com a director de l'hotel (sense acreditar)
- 1968: With Six You Get Eggroll com Zip - Cloud
- 1969: That Girl Temporada 4, Episodi 14 com Chippy Dolan
- 1972: The Carol Burnett Show Temporada 5, Episodi 15 (5 de gener de 1972), aparició no acreditada, presentada per Burnett com Bill Christopher
- 1972–1983: M*A*S*H (sèrie de televisió) com el pare John Mulcahy
- 1975: Hearts of the West com Bank Teller
- 1975 Good Times S2 EP22 The Enlistment com The Doctor, Major Bullock
- 1983–1985: AfterMASH (sèrie de televisió) com Father John Mulcahy
- 1985: S'ha escrit un crim (sèrie de televisió, episodi: "A Lady in the Lake") com Burton Hollis
- 1994: Heaven Sent com a sacerdot
- 1998: Boig per tu (sèrie de televisió, episodi: "A Pain in the Neck" de la temporada 7) com a capellà Olsen
- 2012: Days of Our Lives (sèrie de televisió) com a pare Tobias (aparició final)